# Galeria Art Stations
Galeria Art Stations – galeria sztuki współczesnej w Poznaniu, założona w 2004 r. przez Grażynę Kulczyk. Realizacją programu galerii zajmowała się Fundacja Art Stations. Galeria znajdowała się w wolnostojącym budynku na dziedzińcu Centrum Handlu, Sztuki i Biznesu Stary Browar. W 2016 r. galeria została zamknięta decyzją jej założycielki. Ostatnią wystawą w jej programie była Nieczytelność. Konteksty pisma.

## Program
Kuratorzy z polskich i zagranicznych instytucji byli zapraszani do współtworzenia projektów wystawowych. Prezentowane wystawy przeważnie w przestrzeni Galerii Art Stations były zainspirowane zbiorami z prywatnej Kolekcji Grażyny Kulczyk, a ich istotna część była oparta na innowacyjnych zestawieniach sztuki współczesnej (zarówno międzynarodowej, jak i polskiej). W ramach działalności galerii odbywały się w jej przestrzeniach warsztaty dla różnych grup wiekowych oraz oprowadzania kuratorskie. Wystawom często towarzyszyły dodatkowe wydarzenia jak np. pokazy filmów czy wykłady.

## Wystawy
| Daty            | Tytuł                                             | Artyści | Kurator                                                          | Opis |
| --------------- | ------------------------------------------------- | --- | ---------------------------------------------------------------- | --- |
| 04.2004-06.2004 | Mendini                                           | Alessandro Mendini, Francesco Mendini |                                                                  | Wystawa była ekspozycją prac architekta, projektanta i artysty Alessandra Mendiniego oraz jego brata architekta Francesco Mendiniego. |
| 02.2006-03.2006 | Art Crazy Nation                                  | The Little Artists |                                                                  | Na wystawie można było zobaczyć miniaturowe prace sztuki współczesnej stworzone z klocków lego. Stanowiły część kolekcji fikcyjnej galerii sztuki Art Crazy Nation. |
| 04.2006-05.2006 | Posłuszeństwo                                     | Dorota Nieznalska | Agata Jakubowska                                                 | |
| 06.2006-09.2006 |                                                   | Kamil Kuskowski |                                                                  | Wystawa miała formę przekrojowej prezentacji dotychczasowej twórczości artysty. |
| 09.2006-10.2006 | Teraz Polska                                      | Grzegorz Dąbrowski, Kuba Dąbrowski, Mariusz Forecki, Magdalena Krajewska, Andrzej Kramarz, Weronika Łodzińska, Adam Lach, Roman Łuszki, Rafał Milach, Igor Omulecki, Przemysław Pokrycki, Radek Polak, Jacek Poręba, Konrad Pustota, Agnieszka Reiss, Szymon Rogiński, Aneta Solak, Marta Zasępa, Marek Szczepański, Wanda Szumowska, Zbigniew Tomaszczuk, Łukasz Trzciński, Wojtek Wieteska, Wojciech Wilczyk, Krzysztof Zieliński, Ireneusz Zjeżdżałka, Andrzej Zygmuntowicz                                                | Krzysztof Miękus                                                 | Na wystawie pokazane zostały fotografie o charakterze reportażu i dokumentu artystów różnych pokoleń. |
| 11.2006-01.2007 | Prace 1960-2006                                   | Jan Berdyszak |                                                                  | Wystawa została zorganizowana w ramach dużego przeglądu twórczości Jana Berdyszaka, który odbywał się w różnych galeriach na terenie całego Poznania. Pokazane zostały prace znane oraz przygotowane specjalnie na okazję tej wystawy. Nietypowym dla prezentacji tego artysty elementem ekspozycji był pokaz prac na papierze oraz szkicowników.                       |
| 03.2007-06.2007 | GK Collection #1                                  | m.in.: Magdalena Abakanowicz, Mirosław Bałka, Jan Berdyszak, Vanessa Beecroft, Thomas Demand, Izabella Gustowska, Candida Hofer, Zhang Huan, Tadeusz Kantor, Katarzyna Kozyra, Jacek Malczewski, Mariko Mori, Dorota Nieznalska, Roman Opałka, Thomas Ruff, Bruno Schulz, Alina Szapocznikow, Andy Warhol, Andrzej Wróblewski | Paweł Leszkowicz                                                 | Wystawa kolekcji podzielona została na sale podejmujące różne tematy w sztuce i społeczeństwie. Ekspozycja prowadziła przez salę aktu, perwersji, religii, biblioteki, mody, rzeźby cielesnej, sztuki przedmiotu. Ponad setka dzieł sztuki w różnych technikach i mediach dotyczyła problemów tożsamości, seksualności, religii i kondycji współczesnego dzieła sztuki. |
| 03.2008-04.2008 | Kolekcja Bunkra Sztuki                            | m.in.: Rafał Bujnowski, Bogna Burska, Oskar Dawicki, Marta Deskur, Katarzyna Górna, Józef Robakowski, Wilhelm Sasnal, Jadwiga Sawicka, Mikołaj Smoczyński, Marek Sobczyk, Krzysztof Wodiczko, Alicja Żebrowska | Beata Nowacka-Kardzis                                            | |
| 05.2008-09.2008 | It from Bit                                       | Gabriel Orozco, Manfred Mohr | Piotr Bazylko, Piotr Krajewski, Ireneusz Sierocki                | |
| 01.2009-03.2009 | Traktat o obrazie                                 | Zbigniew Rybczyński | Piotr Krajewski                                                  | |
| 05.2009-08.2009 | The truth of non–digital colours                  | Olafur Eliasson | Krystyna Wilkoszewska                                            | |
| 10.2009-12.2009 | Silent Utopia                                     | Paweł Książek | Monika Branicka, Joanna Żak                                      | |
| 02.2010-04.2010 | Conspiratorium                                    | Hubert Czerepok |                                                                  | |
| 02.2010-04.2010 | Das Haar                                          | Anselm Kiefer |                                                                  | |
| 04.2010–06.2010 | Synergetic Artist                                 | Buckminster Fuller | Paulina Kolczyńska                                               | |
| 04.2010–06.2010 | Shelter                                           | Loris Greaud | Paulina Kolczyńska                                               | |
| 06.2010-09.2010 | Oktogon                                           | Roman Opałka | Paulina Kolczyńska                                               | |
| 11.2010–01.2011 | The Year We Made Contact                          | Tadeusz Kantor, Piotr Uklański | Paulina Kolczyńska                                               | |
| 02.2011–03.2011 | Tożsamość – fotografia w kolekcji Grażyny Kulczyk | Zofia Kulik, Maciej Osika, Konrad Kuzyszyn, Katarzyna Górna, Zhang Huan, Loretta Lux, Michael Najjar, Thomas Hirschhorn | Paulina Kolczyńska                                               | Wystawa prac artystów, których działania dotyczą głównie medium fotografii oraz dla których wspólnym punktem odniesienia jest złożony problem tożsamości na przełomie XX i XXI wieku. |
| 04.2011-09.2011 |                                                   | Jenny Holzer |                                                                  | |
| 09.2011-02.2012 | Nowy porządek                                     | Mirosław Bałka, Michał Budny, Krystian TRUTH Czaplicki, Donald Judd, Jarosław Fliciński, Agnieszka Kalinowska, Kōji Kamoji, Edward Krasiński, Marzena Nowak, Roman Opałka, Katarzyna Przezwańska, Mikołaj Smoczyński, Monika Sosnowska, Henryk Stażewski, Małgorzata Szymankiewicz | Justyna Kowalska, Tomasz Plata, Michał Suchora                   | |
| 03.2012-08.2012 | Układy równoległe                                 | Rosemarie Trockel, Gego (Gertrude Goldschmidt), Jadwiga Maziarska |                                                                  | |
| 09.2012-12.2012 | Moving Is Living                                  | Carlos Cruz–Diez, Loris Gréaud, Gerhard Von Graevenitz, Sebastian Hempel, Žilvinas Kempinas, Tim Knowles, Victor Vasarely | Justyna Buśko, Ewa Dziewolska-Kawka, Marta Kabsch, Kamila Pakuło | |
| 01.2013-05.2013 | Performer                                         | Oskar Dawicki, Magdalena Abakanowicz, Paweł Althamer i grupa Nowolipie, Vanessa Beecroft, Edward Dwurnik, Aneta Grzeszykowska, Zofia Kulik, Zbigniew Libera, Jacek Malczewski, Anna Molska, Anna Niesterowicz, Roman Opałka, Zbigniew Rogalski, Wilhelm Sasnal, Zbigniew Warpechowski | Łukasz Gorczyca                                                  | |
| 05.2013-09.2013 | Organizm                                          | Erna Rosenstein | Dorota Jarecka, Barbara Piwowarska                               | |
| 09.2013-12.2013 | Rzeczy wspólne                                    | Wojciech Bąkowski, Vanessa Billy, Andreas Gursky, Edward Krasiński, Igor Krenz, Norman Leto, Piotr Łakomy, Gizela Mickiewicz, Agnieszka Polska, Kilian Rüthemann, Zygmunt Rytka, Mateusz Sadowski, Mikołaj Smoczyński, Roman Stańczak, Sol LeWitt |                                                                  | |
| 01.2014-05.2014 | Dla każdego gestu inny aktor                      | Magdalena Abakanowicz, William Anastasi, Mirosław Bałka, Geta Brătescu, Pierre Bismuth, Halina Chrostowska, Kate Davis, Tadeusz Kantor, Tim Knowles, Jarosław Kozłowski, Edward Krasiński, Marcin Maciejowski, Dora Maurer, Jerzy Nowosielski, Tony Orrico, Carol Rama, Bruno Schulz, Alina Szapocznikow, Aleksandra Borys, Jeremy Wade, Magdalena Ptasznik, Rodrigo Sobarzo, Anna Steller | Katarzyna Redzisz                                                | |
| 02.2014-06.2014 | Każdy dla kogoś jest nikim                        | Agnes Martin, Alina Szapocznikow, Katarzyna Kozyra, Zofia Kulik, Agnieszka Polska, Valie Export, Rosemarie Trockel, Annette Messager, Teresa Tyszkiewicz, Joan Mitchell, Donald Judd, Dan Flavin, Sol LeWitt, Victor Vasarely, Carlos Cruz-Diez, Wojciech Fangor, Richard Buckminster Fuller, Gego, Loris Gréaud, Sebastian Hempel, Heinz Mack, Günther Uecker, Otto Piene, Roman Opałka, Edward Krasiński, Stanisław Dróżdż, Jan Berdyszak, Andrzej Wróblewski, Mirosław Bałka, Hubert Czerepok, Jenny Holzer, Anselm Kiefer | Timothy Persons                                                  | Wystawa została zorganizowana gościnnie w galerii sztuki Fundacji Banku Santander w Madrycie. |
| 05.2014-10.2014 | Instalatorzy                                      | Wojciech Bąkowski, Jan Berdyszak, Izabella Gustowska, Jarosław Kozłowski, Katarzyna Krakowiak, Mariusz Kruk, Maciej Kurak, Piotr Kurka, Agata Michowska, Antoni Mikołajczyk, Andrzej Pepłoński, Monika Sosnowska | Mateusz Bieczyński                                               | |
| 11.2014-02.2015 | DE. FI. CIEN. CY                                  | Andrzej Wróblewski, Luc Tuymans, René Daniëls | Ulrich Loock                                                     | |
| 03.2015-05.2015 | Druga jesień                                      | Imre Bak, Paul Chaney, Hubert Czerepok, Siri Hermansen, Tim Knowles, Karel Malich, Roman Signer, Rudolf Sikora, Oscar Tuazon | Agnieszka Pindera                                                | |
| 06.2015-10.2015 | Let's Dance                                       | Akademia Ruchu, Atoms for Peace, Alexandra Bachzetsis, Wojciech Bąkowski, Vanessa Beecroft, Jérôme Bel, Beyoncé, Tim Etchells & Forced Entertainment, Dan Flavin, Massimo Furlan, Frédéric Gies, Jesse Aron Green, Trajal Harrell, Christian Jankowski, Spike Jonze, Jungle, Alicja Karska & Aleksandra Went, The Knife, Katarzyna Kozyra, Tony Orrico, Rick Owens, Agnieszka Polska, Yvonne Rainer, R.E.M., Józef Robakowski, Piotr Wysocki & Dominik Jałowiński, Artur Żmijewski, Willi Dorner                              | Joanna Leśnierowska, Tomasz Plata, Agnieszka Sosnowska           | |
| 11.2015-02.2016 | Izabella Gustowska. Nowy Jork i dziewczyna        | Izabella Gustowska, Aneta Grzeszykowska, Ada Karczmarczyk, Eva Rubinstein | Agata Jakubowska                                                 | |
| 02.2016-05.2016 | Nieczytelność. Konteksty pisma                    | Jan Berdyszak, Marcin Berdyszak, Irma Blank, Hanne Darboven, Małgorzata Dawidek, Katarzyna Giełżyńska, Krzysztof Gliszczyński, Şakir Gökçebağ, Jakub Jasiukiewicz, Sasaguchi Kazz, Leszek Knaflewski, Brigitte Kowanz, Andrzej Leśnik, Michał Martychowiec, Navid Nuur, Franciszek Orłowski, Ireneusz Pierzgalski, Sophia Pompéry, Ketty LaRocca, Antoni Starczewski, Tamás St. Auby, Andrzej Szewczyk, Jan Tarasin, Endre Tót, Marian Warzecha, Marek Wasilewski                                                             | Marta Smolińska                                                  | Wystawa miała na celu prezentację rozmaitych form funkcjonowania nieczytelności związanej przede wszystkim z pismem lub jego obrazowaniem. |